# Gamma Cephei
Gamma Cephei (γ Cep, Errai) – gwiazda w gwiazdozbiorze Cefeusza, odległa o około 44 lata świetlne od Słońca.

## Nazwa
Tradycyjna nazwa własna gwiazdy, Errai, wywodzi się z arabskiego ‏الراعي‎ ar-rā‘ī, co oznacza „pasterz”. Międzynarodowa Unia Astronomiczna w 2015 roku formalnie zatwierdziła użycie nazwy Errai dla określenia tej gwiazdy.

## Charakterystyka obserwacyjna

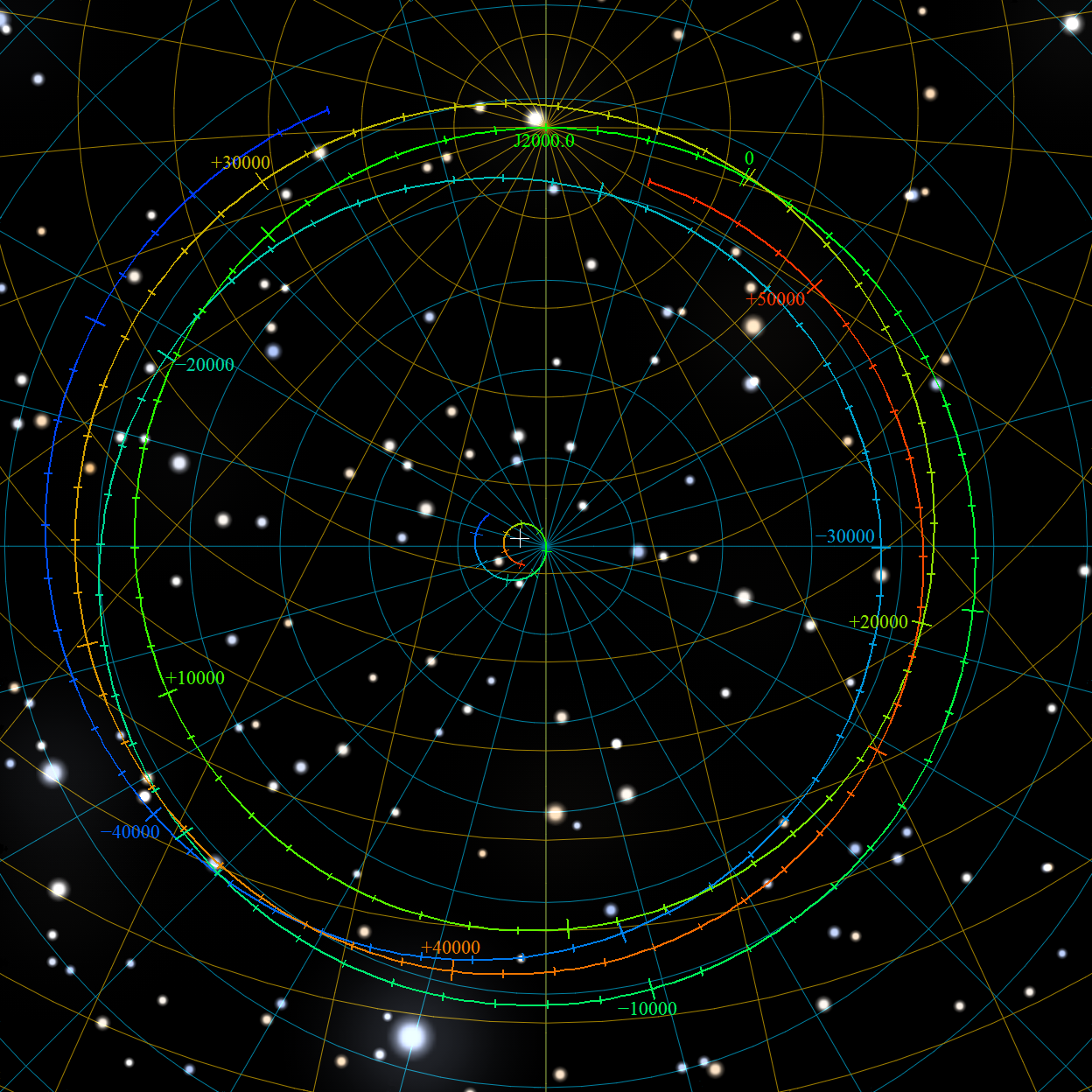
Projekcja ścieżki precesji bieguna północnego na stałym niebo epoki J2000.0 dla przedziału czasowego od 48000 p.n.e. do 52000 n.e.

Jest to druga co do jasności gwiazda konstelacji, jej obserwowana wielkość gwiazdowa to 3,22m; zmienia się ona w zakresie od 3,18 do 3,24m.
Errai można znaleźć na niebie, wyobrażając sobie linię łączącą gwiazdę Caph na końcu „litery W”, jaką tworzą gwiazdy Kasjopei i Polaris, współczesną Gwiazdę Polarną. Gamma Cephei jest nieco powyżej środka tej linii, w stronę Polaris.
Około roku 4000 n.e., z uwagi na precesję osi ziemskiej, Errai znajdzie się o 3° od północnego bieguna niebieskiego i zajmie na sferze niebieskiej miejsce Gwiazdy Polarnej.

## Charakterystyka fizyczna
Jest to gwiazda podwójna. W skład układu wchodzi widoczna Gamma Cephei A i oddalony o 0,9 sekundy kątowej (pomiar z 2006 r.) składnik Gamma Cephei B o wielkości 7,3m. Obie gwiazdy krążą wokół siebie z okresem 57–66 lat w średniej odległości około 19 au; ze względu na mimośród orbity odległość dzieląca gwiazdy zmienia się od 12 do 26 au.
Gamma Cephei A to pomarańczowy olbrzym (lub podolbrzym) należący do typu widmowego K1. Ma on temperaturę 4920 K i jasność 10,6 razy większą niż jasność Słońca. Jej promień, znany dzięki pomiarowi średnicy kątowej, jest 4,9 razy większy niż promień Słońca, a masa jest oceniana na 1,6 razy większą od masy Słońca.
Gamma Cephei B jest mało masywną gwiazdą, czerwonym karłem o masie 0,3–0,4 masy Słońca. Jego temperatura to 3500 K, przypuszcza się, że reprezentuje typ widmowy M.

## Układ planetarny
W 1988 roku opublikowano wyniki analiz zmian prędkości radialnej gwiazdy, które zostały zinterpretowane jako możliwy efekt wywołany przez przyciąganie masywnej planety. Rok później o takim samym wyniku doniósł inny zespół badaczy. Ze względu na dużą niepewność pomiaru, odkrycie doczekało się weryfikacji dopiero w 2002 roku.
Planeta, którą odkryto w tym układzie, okrąża składnik A. Została ona oznaczona Gamma Cephei b i jest gazowym olbrzymem o masie 1,85 masy Jowisza, okrążającym składnik A w odległości dwukrotnie większej niż odległość Ziemi od Słońca, o okresie obiegu 2,5 roku.
Nazwa własna planety została wyłoniona w 2015 roku w publicznym konkursie. Tadmor to dawna semicka i współczesna arabska nazwa starożytnego miasta Palmyra, wpisanego na listę światowego dziedzictwa UNESCO. Zwycięską nazwę zaproponowali członkowie Syryjskiego Stowarzyszenia Astronomicznego (Syria).